# Orden del Mérito Civil y Militar (Gran Ducado de Toscana)
La Orden del Mérito Civil y Militar es una organización fundada por Leopoldo II, gran duque de Toscana para premiar servicios.

## Historia
Por medio de un decreto granducal de 19 de diciembre de 1850, Leopoldo II habría expresado su deseo de fundar una distinción destinada a premiar el mérito militar. Tres años después, el 19 de febrero de 1853, estableció una orden bajo el nombre de orden del Mérito Militar.

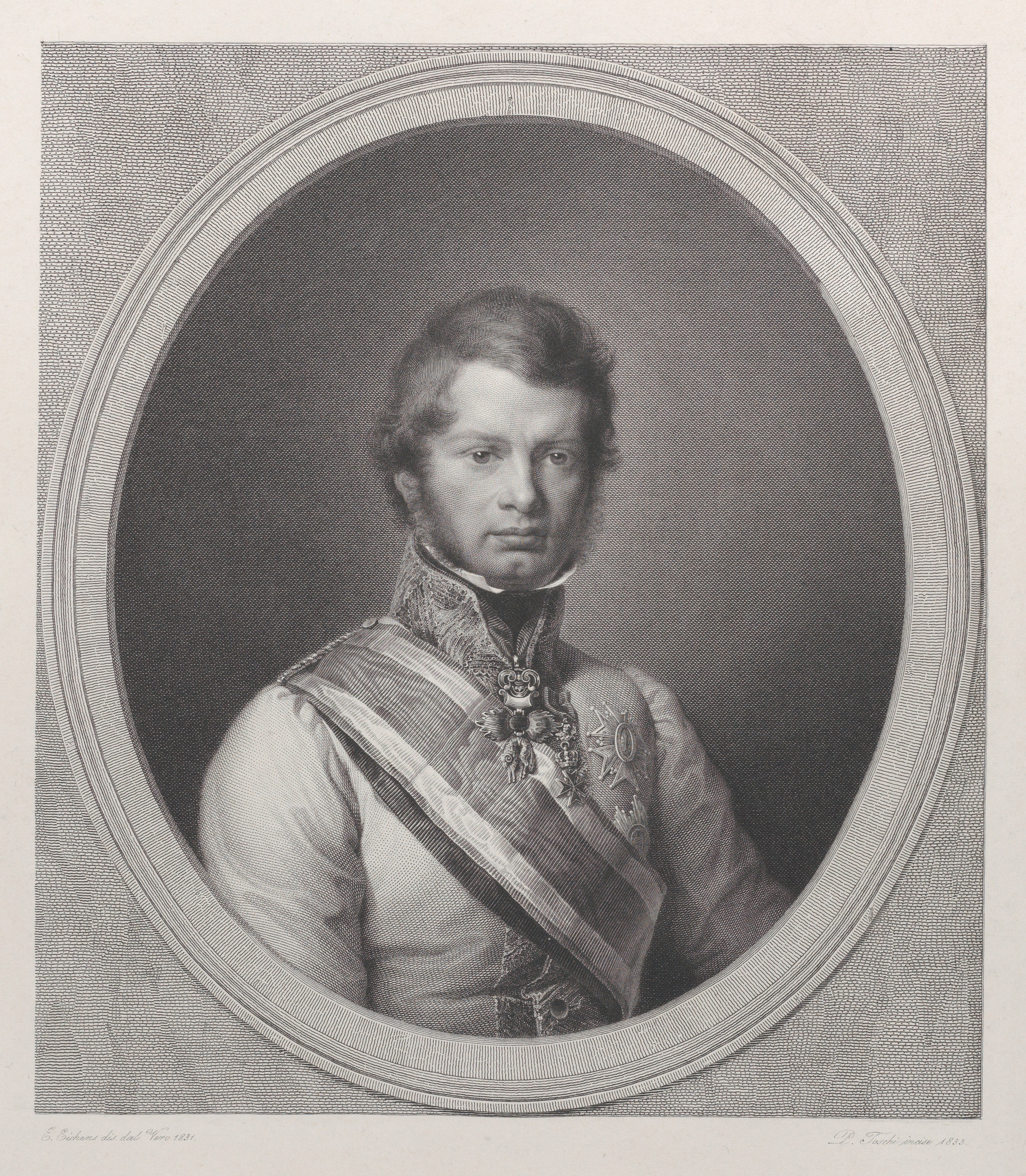
Leopoldo II, fundador de la orden (en un grabado de Paolo Toschi)

En 1860, el reino de Cerdeña invadió el gran ducado de Toscana y decretó la supresión de las órdenes existentes en ese estado, incluyendo la orden del Mérito Militar.
El depuesto gran duque Fernando IV de Toscana restructuró la orden mediante un decreto otorgado el 9 de noviembre de 1861 desde su exilio. La orden pasó a contemplar una clase civil, además de la militar y se añadieron dos nuevos grados (gran oficial y oficial). Al año siguiente, por medio de un decreto de 18 de febrero, Fernando IV une a la orden una Medalla al Mérito, en tres clases. Esta medalla sustituyó a la medalla especial del mérito militar establecida en 1841. Sus sucesores en la jefatura de la casa granducal de Toscana continúan otorgando la orden hasta la actualidad, como orden dinástica.
En 2007, Segismundo de Austria-Toscana, jefe de la casa granducal, redujo la orden a una sola clase civil, manteniendo sus cinco grados.

## Estructura
La orden contó, desde su restructuración en 1861, con cinco grados:
- Gran cruz.
- Gran oficial (desde 1861).
- Comendador.
- Oficial (desde 1861).
- Caballero.

Además contaba con la Medalla del Mérito, añadida a la orden en 1862, que se otorgaba en cinco clases.

## Insignia
La insignia de la orden era una estrella de cinco rayos partidos. Los rayos confluían en un medallón circular esmaltado. Los rayos se unían por medio de ramas de roble doradas.
En el centro del medallón se disponía la cifra de Leopoldo II ("LII") en letras doradas sobre fondo de esmalte blanco. El borde del medallón estaba esmaltado en violeta y se disponía en letras doradas la inscripción: MERITO MILITARE. La cruz se unía a la cinta por medio de una corona. 
La cinta de la orden era roja con sendas bandas negras estrechas a poca distancia de cada uno de los bordes.

### Individuales
1. ↑  «Ordine del Merito Militare». Almanacco militare della uffizialita toscana (en italiano). Stamperia sulle logge del grano. 1855. p. 4. Consultado el 17 de agosto de 2022.